# Donji pruski
Donji pruski (njemački: Niederpreußisch ili Nedderpreußisch), ponekad poznat jednostavno kao pruski (Preußisch), je dijalekt istočnog donjonjemačkog jezika koji se razvio u Istočnoj Pruskoj. Donji Pruski se govorio u Istočnoj i Zapadnoj Pruskoj i Danzigu do 1945. Razvio se na Baltičkoj podlozi kroz priliv nizozemskih i donjonjemačkih imigranata. Nadvladao je staropruski jezik, koji je izumro u 17. stoljeću.
Plautdietsch je podvrsta donjonjemačkog jezika, kojeg neki smatraju dijalektom donjeg pruskog. Ako isključimo Plautdietsch, donji pruski se može smatrati mrtvim jezikom zbog evakuacije i protjerivanja Nijemaca iz Istočne Pruske nakon Drugog svjetskog rata. Plautdietsch, međutim, ima nekoliko stotina tisuća govornika u cijelom svijetu, osobito u Južnoj Americi, Kanadi i Njemačkoj. Njime se uglavnom služe menoniti i slične sekte.
Pjesma Simona Dacha Anke van Tharaw, najpoznatija istočnopruska pjesma, napisana je na donjepruskom narječju.

## Varijante
- 1. Übergangsmundart zum Ostpommerschen, prijelazni dijalekt na Istočni pomeranski
- 2. Mundart des Weichselmündungsgebietes, oko Gdańska
- 3. Mundart der Frischen Nehrung und der Danziger Nehrung, oko lagune Visle
- 4. Mundart der Elbinger Höhe, oko Elbląga
- 5. Mundart des Kürzungsgebietes, okoBraunsberga (Braniewa)
- 6. Westkäslausch, oko Mehlsack (Pieniężno)
- 7. Ostkäslausch, oko Rößela (Reszela)
- 8. Natangisch-Bartisch, okoBartensteina (Bartoszycea)
- 9. Westsamländische Mundart, oko Pillaua (Baltiysk)
- 10. Ostsamländische Mundart, oko Königsberga (Kaliningrada), Labiaua (Polessk) Znamenska (Wehlaua)
- 11. Mundart des Ostgebietes, oko Insterburga (Černjahovska), Memel (Klaipėda) and Sovjetska (Tilsita)

## Staropruski i donjepruski
| donjepruski      | staropruski    | latvijski              | litvanski                | standardni njemački  | hrvatski          |
| ---------------- | -------------- | ---------------------- | ------------------------ | -------------------- | ----------------- |
| Flins            | plīnksni       | plācenis               | blynas                   | Pfannkuchen          | palačinka, keks   |
| Kaddig           | kaddegs        | kadiķis                | kadagys                  | Wacholder            | smreka            |
| Kurp             | kurpi          | kurpe                  | kurpė                    | Schuh                | cipela            |
| Kujel            | kūilis         | cūka, mežacūka, kuilis | kuilys, šernas           | Wildschwein          | vepar             |
| Margell, Marjell | mērgā          | meitene, meiča         | merga, mergelė, mergaitė | Magd, Mädchen, Mädel | djevojka, djevica |
| Paparz           | papartis       | paparde                | papartis                 | Farn                 | paprat            |
| Pawirpen         | (from pawīrps) | algādzis, strādnieks   | padienis                 | Losmann              | freelancer        |
| Zuris            | sūris          | siers                  | sūris                    | Käse                 | sir               |

## Donji pruski i litvanski
| 'donji pruski              | litvanski                    | standardni njemački             | hrvatski         |
| -------------------------- | ---------------------------- | ------------------------------- | ---------------- |
| Alus                       | alus                         | Bier                            | pivo             |
| Burteninker                | burtininkas                  | Wahrsager, Zauberer, Besprecher | čarobnjak        |
| kalbeken                   | kalbėti                      | sprechen                        | govoriti         |
| Kausche, Kauszel           | kaušas                       | Schöpfkelle, Trinknapf          | brljak           |
| Krepsch, Krepsche, Krepsze | krepšys, krepšas             | Sack, Handsack, Ranzen          | basket           |
| Lorbas                     | liurbis                      | Tölpel, Tolpatsch, Waschlappen  | gubitnik         |
| Packrant                   | krantas, pakrantė, pakraštys | Rand, Küste                     | rub, obala       |
| Pirschlis                  | piršlys                      | Brautwerber                     | bračni posrednik |
| Wabel, Wabbel              | vabalas                      | Käfer                           | kukac            |